# Saint-Étienne-de-Tinée
Saint-Étienne-de-Tinée är en kommun i departementet Alpes-Maritimes i regionen Provence-Alpes-Côte d'Azur i sydöstra Frankrike. Kommunen ligger  i kantonen Saint-Étienne-de-Tinée som ligger i arrondissementet Nice. År 2022 hade Saint-Étienne-de-Tinée 1 269 invånare.

## Befolkningsutveckling
Antalet invånare i kommunen Saint-Étienne-de-Tinée
Referens: INSEE

## Galleri

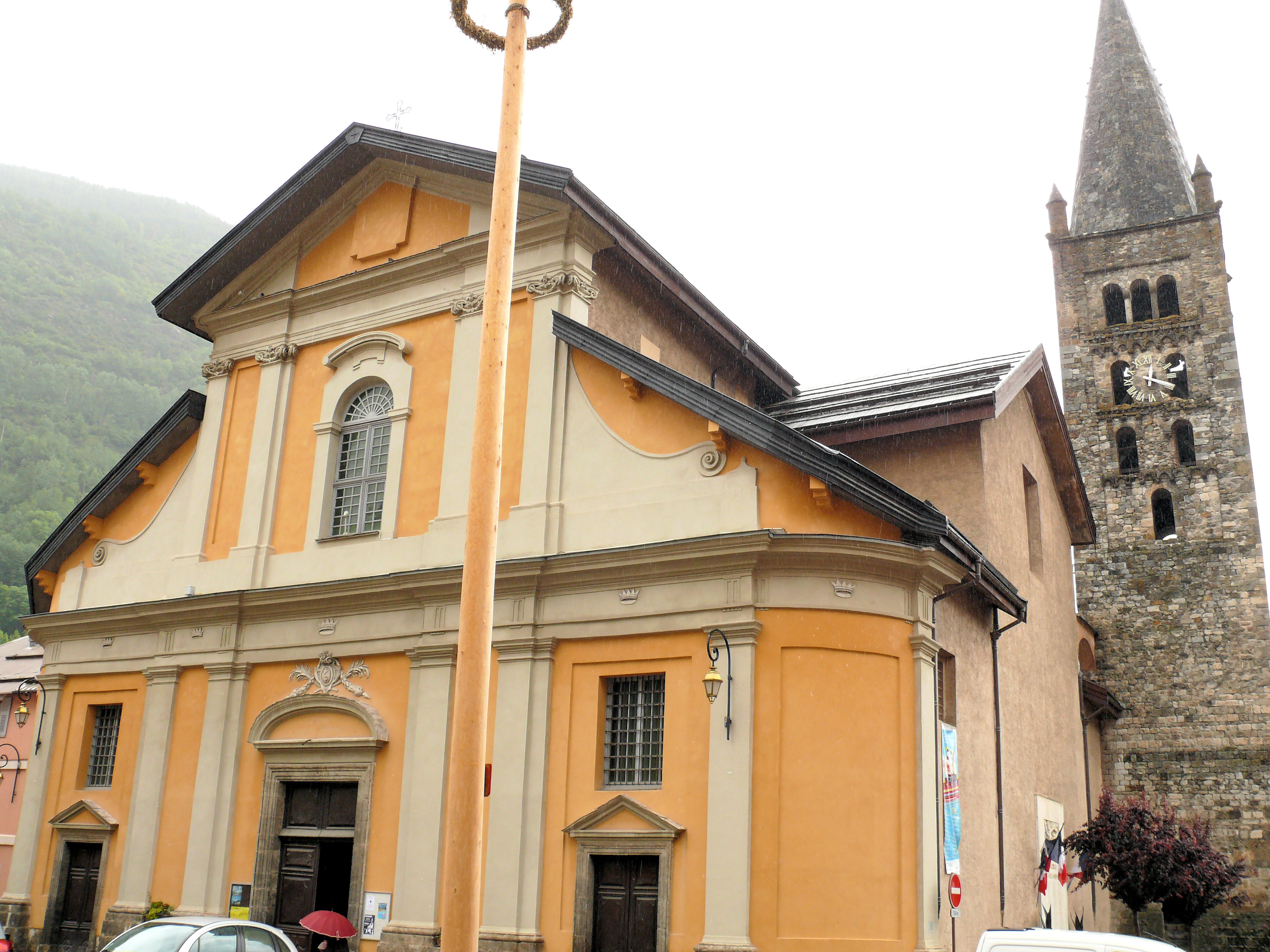
Saint-Étiennes kyrka
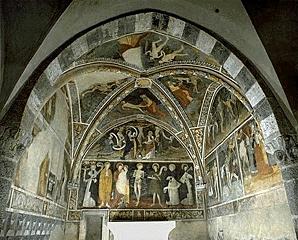
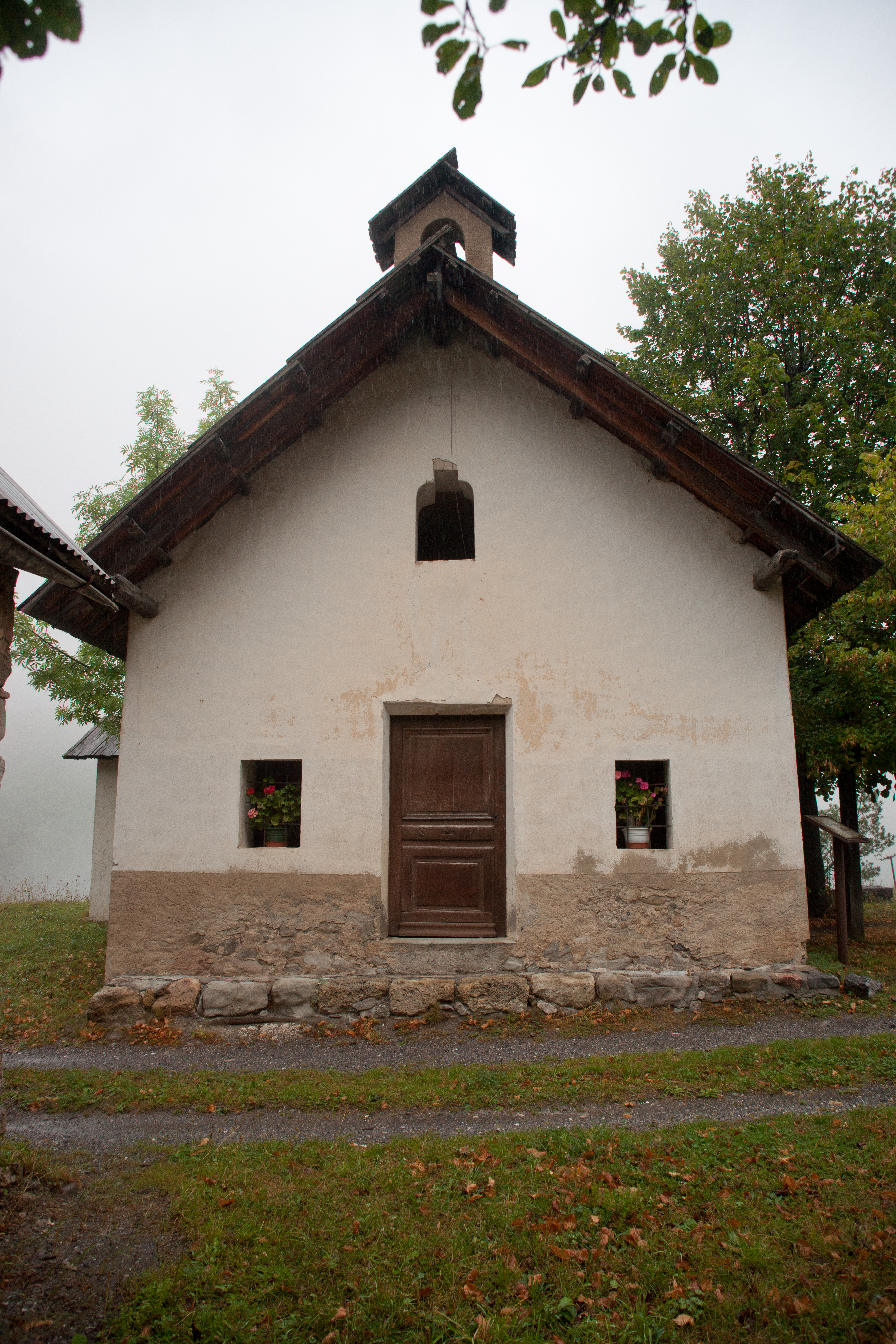
Kapellet Saint-Maur
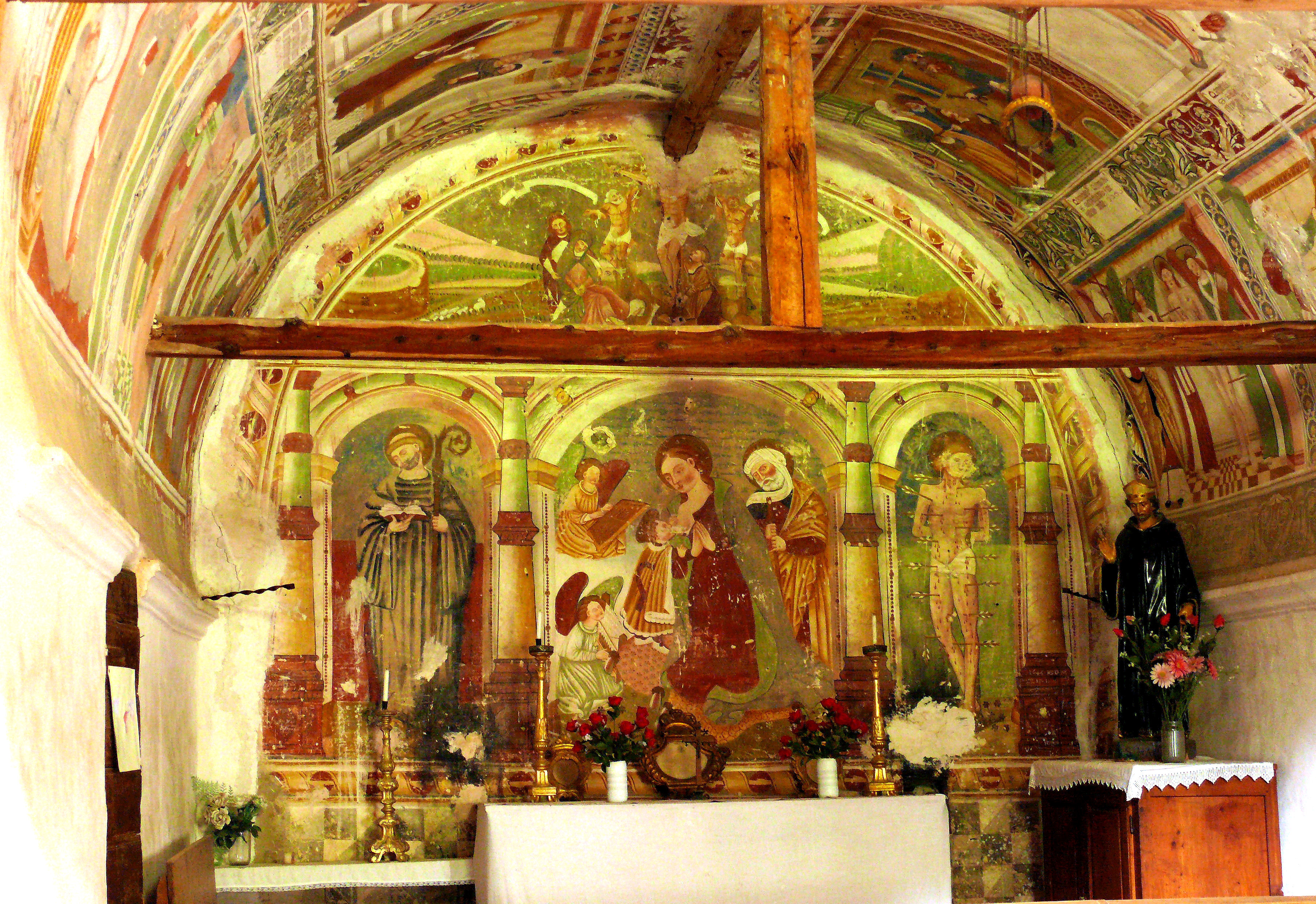
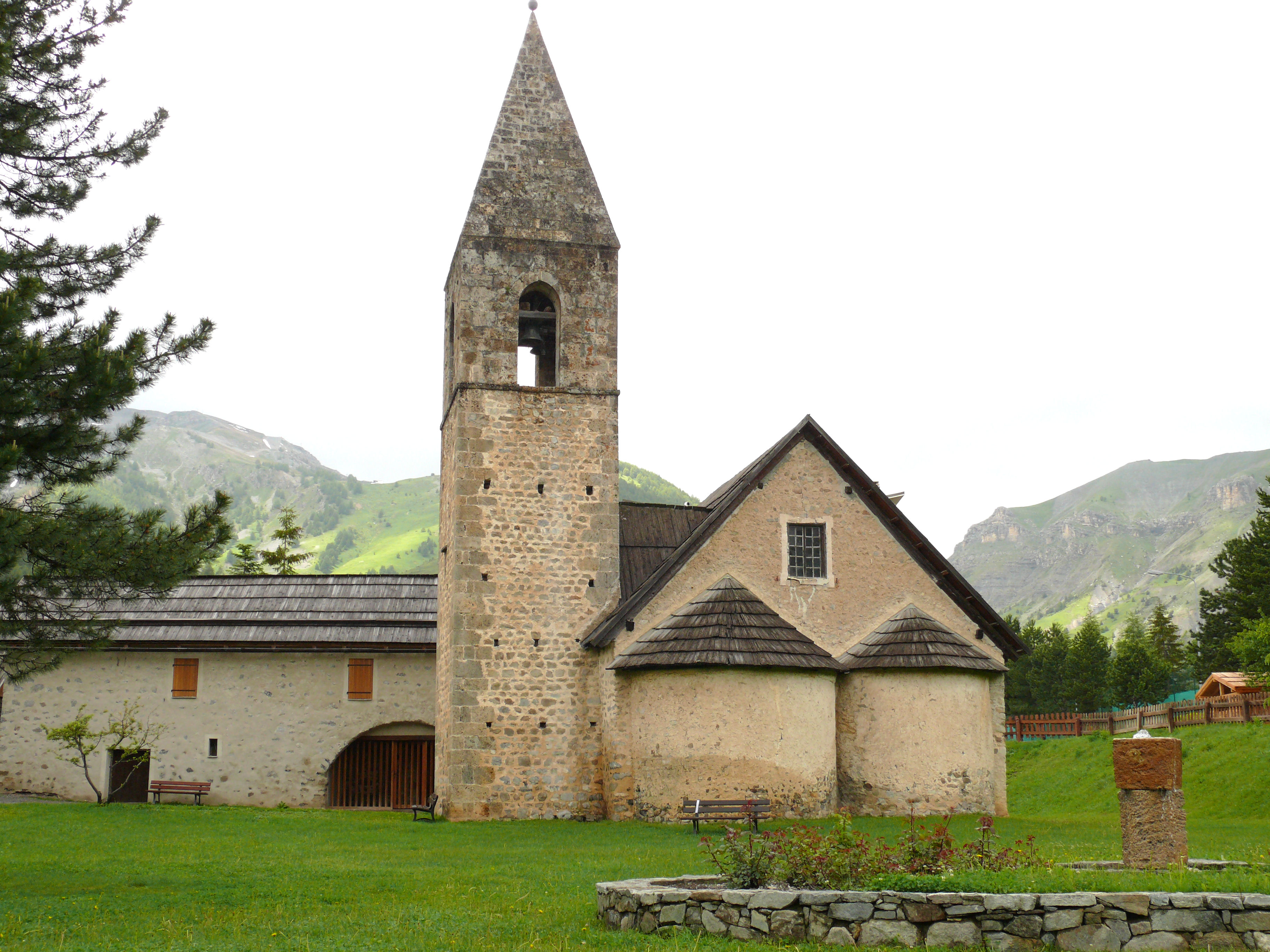
Kapellet Saint-Erige
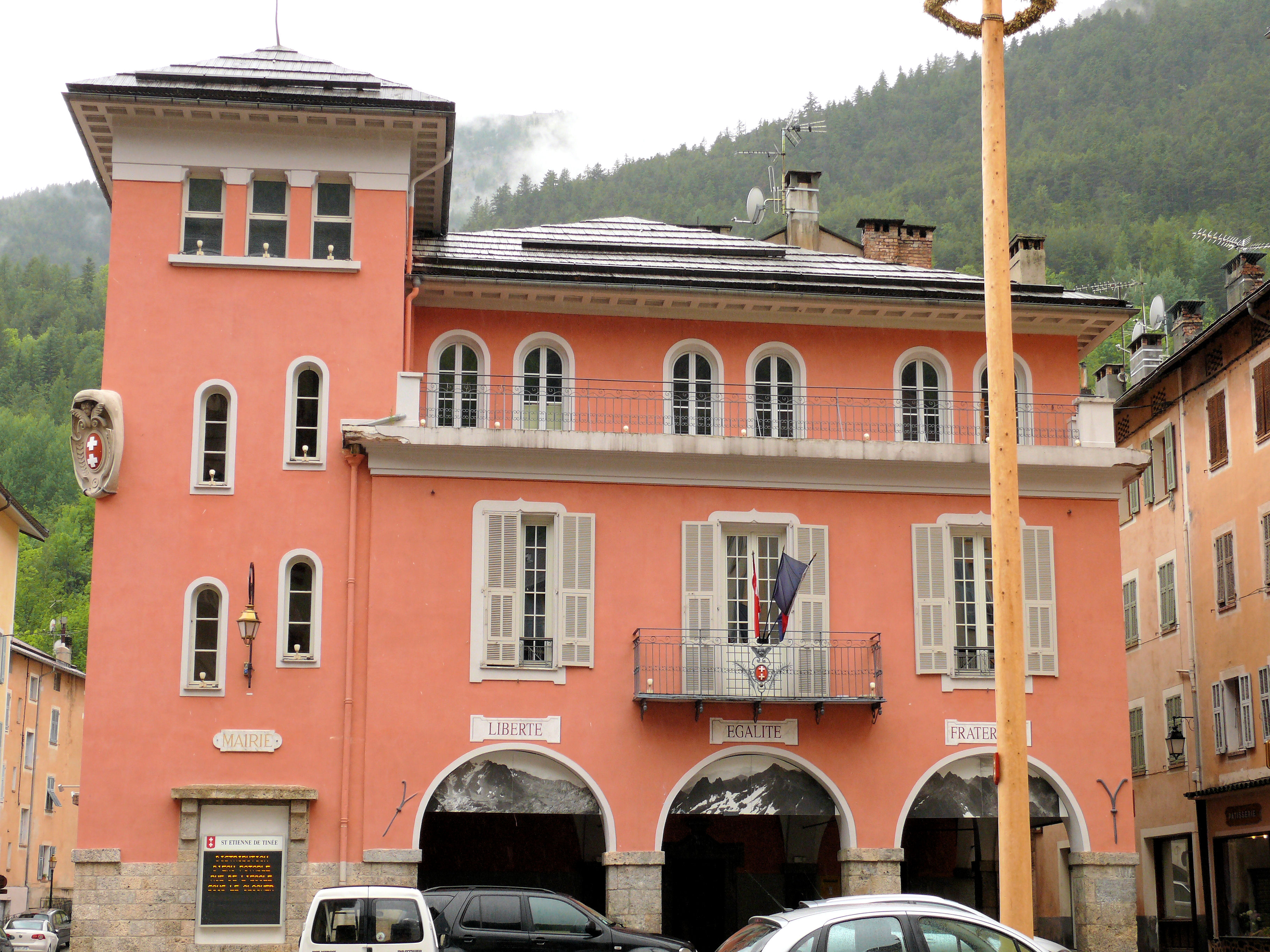
Rådhuset